# Peso chileno

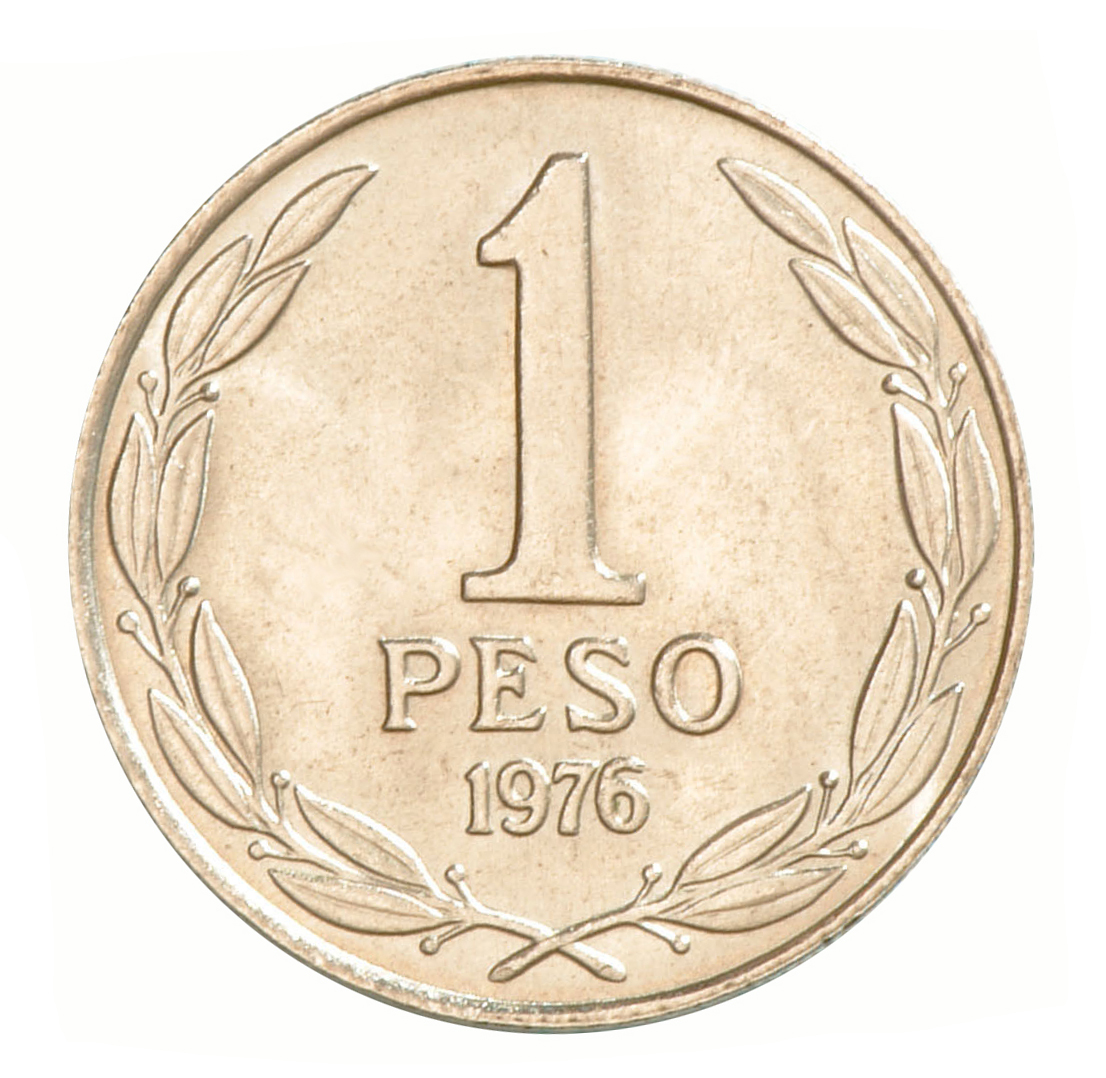
Moeda de 1 peso chileno (1976).

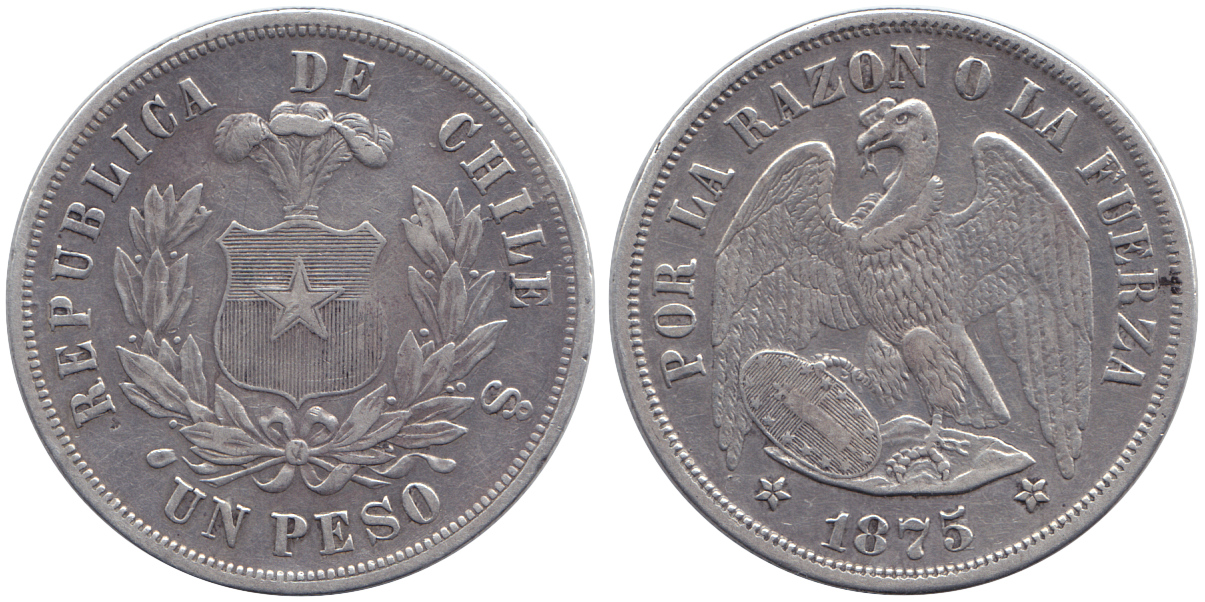
Moeda de 1 peso chileno (1875), prata mostrando um condor andino.

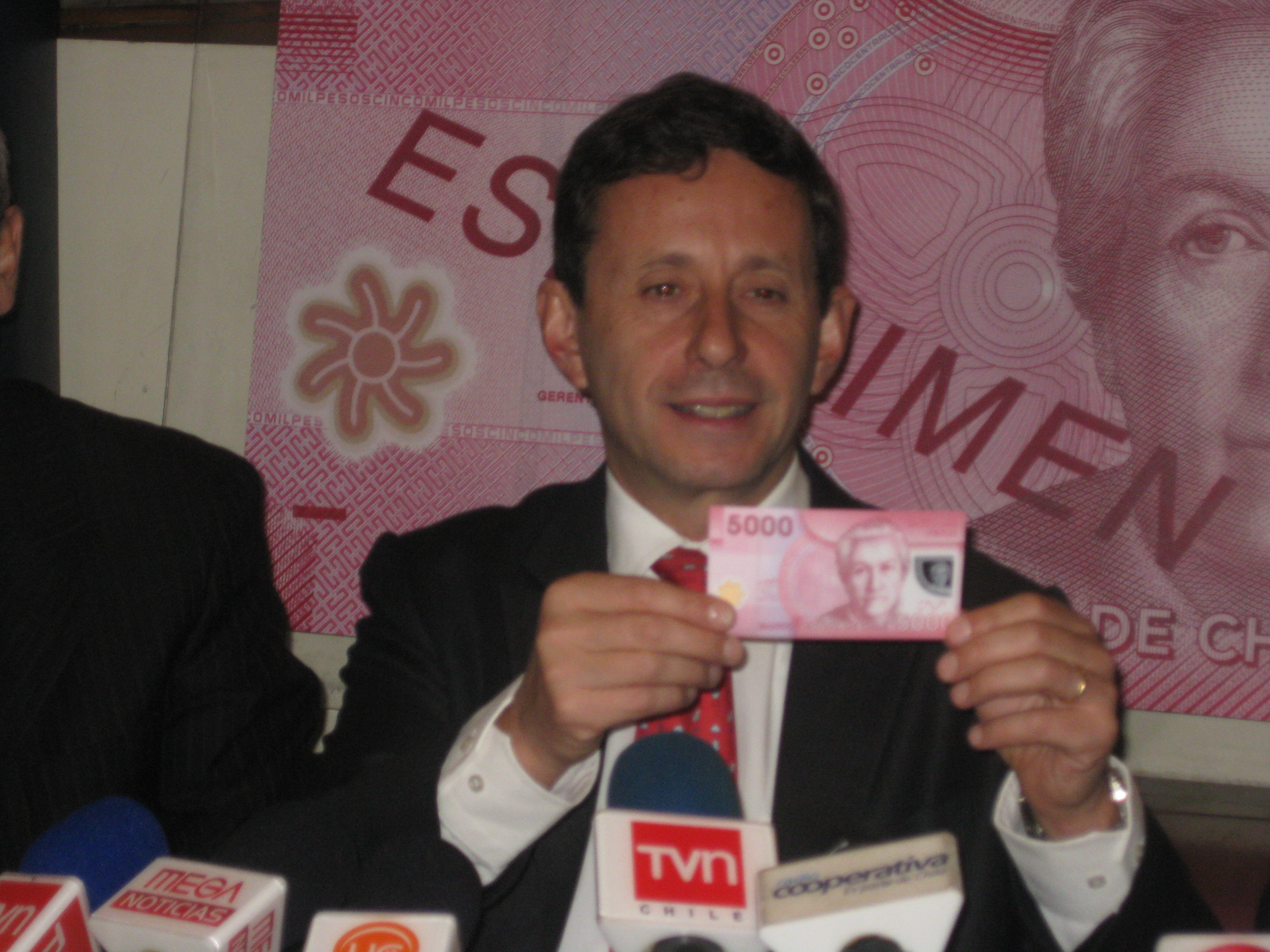
O então presidente do Banco Central do Chile José de Gregorio apresenta a nova nota de 5000 pesos chilenos, setembro de 2009.

O peso chileno (código CLP) é a moeda oficial do Chile desde 1975. O peso se difundiu em muitas ex-colónias espanholas: Argentina, Chile, Colômbia, Cuba, Filipinas, Uruguai, México e República Dominicana.
Em 6 de abril de 2017, a paridade em relação ao dólar norte americano (USD) era de 656,6 para 1, sendo uma das moedas mais desvalorizadas do continente.

## Economia
A economia do Chile destaca-se na América do Sul, durante as décadas de 1970 e 1980 por uma elevada e persistente hiperinflação. Entre 1972 e 1987, a taxa média de inflação foi de 802%. Devido às altas taxas de inflação e instabilidade monetária, em 31 de dezembro de 1959, o antigo peso foi substituído pelo escudo. Devido a um novo processo de hiperinflação por meio do Decreto o peso foi recuperado como moeda a partir de 29 de setembro de 1975, a uma taxa de um peso por mil escudos. Durante a ditadura de Augusto Pinochet, a inflação ficou entre 600 e 800%, causando uma crise de hiperinflação.
Em 29 de setembro de 1975, o Decreto 1123 estabeleceu novamente a equivalência de um peso por mil escudos. As primeiras moedas foram emitidas com valores de um, cinco, dez, cinquenta centavos e um peso. As moedas de um até cinquenta centavos tiveram uma emissão limitada, aumentando a desvalorização que ocorreria durante o final da década de 1980. A pressão inflacionária causada fez com que a economia não suportasse tal equivalência e, em 1982, começou a desvalorizar a moeda nacional. Em 1984, a equivalência era de 100 pesos por dólar. Em 1990, a inflação fez com que fossem extintas as moedas de centavos. As notas de cinco, dez, cinquenta e cem pesos foram substituídas por moedas. Até o final da década também surgiram notas de 2 000 e 20 000 pesos.